# Albert av Sachsen
För andra betydelser, se Albert av Sachsen (olika betydelser).
Albert av Sachsen, född 23 april 1828 i Dresden, död 19 juni 1902 på slottet Sibyllenort, son till Johan I av Sachsen och Amalia Augusta av Bayern. Han var kung av Sachsen 1873–1902. Han gifte sig 1853 i Dresden med prinsessan Carola Wasa, dotter till prins Gustav Gustavsson av Wasa (son till Gustav IV Adolf av Sverige) och Luise av Baden. Äktenskapet blev barnlöst.
Albert av Sachsen deltog som kapten i kriget mot Danmark 1849, och anförde som general den sachsiska kåren mot preussarna under 1866 års tyska krig. Sedan Sachsen efter freden sistnämnda år slutit sig till Nordtyska förbundet, fick Albert, som då var kronprins, befälet över den 12:e nordtyska armékåren, vilken var bildad av sachsiska trupper. Med uppmärkelse deltog han i fransk-tyska kriget 1870–1871, och efter fredsslutet utnämndes han till tysk generalfältmarskalk. Den 29 oktober 1873 efterträdde han sin far som kung av Sachsen.